# Tyler Sanders
Tayler James Sanders (ur. 14 grudnia 1991 w Winnipeg) – kanadyjski siatkarz, grający na pozycji rozgrywającego, reprezentant Kanady. 
We wrześniu 2022 roku poinformował,  że kończy siatkarską karierę.

## Kariera klubowa
| Kariera siatkarska        | Kariera siatkarska                   | Kariera siatkarska | Kariera siatkarska | Kariera siatkarska | Kariera siatkarska | Kariera siatkarska | Kariera siatkarska | Kariera siatkarska | Kariera siatkarska | Kariera siatkarska |
| Sezon                     | Klub                                 |                    |                    |                    |                    |                    |                    |                    |                    |                    |
| ------------------------- | ------------------------------------ | ------------------ | ------------------ | ------------------ | ------------------ | ------------------ | ------------------ | ------------------ | ------------------ | ------------------ |
| 2010/2011                 | Uniwersytet McMastera                |                    |                    |                    |                    |                    |                    |                    |                    |                    |
| 2012/2013                 | Abiant Lycurgus                      |                    |                    |                    |                    |                    |                    |                    |                    |                    |
| 2013/2014                 | Abiant Lycurgus                      |                    |                    |                    |                    |                    |                    |                    |                    |                    |
| 2014/2015                 | PV Lugano                            |                    |                    |                    |                    |                    |                    |                    |                    |                    |
| 2015/2016 (do 02.2016)    | Budvanska Rivijera Budva             |                    |                    |                    |                    |                    |                    |                    |                    |                    |
| 2015/2016 (od 17.02.2016) | MKS Będzin                           |                    |                    |                    |                    |                    |                    |                    |                    |                    |
| 2016/2017                 | Arkas Spor Izmir                     |                    |                    |                    |                    |                    |                    |                    |                    |                    |
| 2017/2018                 | Trefl Gdańsk                         |                    |                    |                    |                    |                    |                    |                    |                    |                    |
| 2018/2019 (od 02.04.2019) | MKS Będzin                           |                    |                    |                    |                    |                    |                    |                    |                    |                    |
| 2019/2020 (do 23.11.2019) | MKS Będzin                           |                    |                    |                    |                    |                    |                    |                    |                    |                    |
| Kariera trenerska         |                                      |                    |                    |                    |                    |                    |                    |                    |                    |                    |
| Sezon                     | Klub                                 |                    |                    |                    |                    |                    |                    |                    |                    |                    |
| 2025/2026                 | VakıfBank Stambuł (asystent trenera) |                    |                    |                    |                    |                    |                    |                    |                    |                    |

## Sukcesy klubowe
Liga szwajcarska:
- 2015[6]

Liga turecka:
- 2017

Puchar Polski:
- 2018

Liga polska:
- 2018

## Sukcesy reprezentacyjne
Puchar Panamerykański Juniorów:
- 2011

Mistrzostwa Ameryki Północnej, Środkowej i Karaibów:
- 2015[7]
- 2017

Igrzyska Panamerykańskie:
- 2015

Liga Światowa:
- 2017